# Aleksander Liszaj
Aleksander Liszaj ps. Tomczyk (ur. 1908 w Dąbrowie Górniczej, zm. 1944) – żołnierz Batalionów Chłopskich, dowódca grupy dywersyjnej przekształconej w oddział partyzancki BCh.

## Życiorys
Po przybyciu w maju 1943 z Sosnowca związał się z działaczami Batalionów Chłopskich z powiatu stopnickiego: Piotrem Pawliną i Janem Sową oraz z Józefem Ozgą Michalskim. Po wstąpieniu do organizacji otrzymał kenkartę na nazwisko Tomczyk, które stało się także jego pseudonimem. Utworzył grupę dywersyjną której został dowódcą i z którą brał udział w wielu akcjach dezorganizując prace administracji niemieckiej. Przeprowadzona przez oddział dowodzony przez Tomczyka akcja na komisję poborową w Stopnicy przerwała pobór do Baudienstu prawie na rok.
Aleksander Liszaj uznany za wywrotowca został zamordowany. Wydany na niego wyrok śmierci był sprzeczny z ustawodawstwem obowiązującym w Polskim Państwie Podziemnym, a więc bezprawnym. Został pochowany na cmentarzu w Tuczępach.
Po jego śmierci grupa dywersyjna przekształcona została  w oddział partyzancki którego dowódcą został Piotr Pawlina.